# محام بالقضاء العالي
محام بالقضاء العالي (بالإنجليزية: Barrister)‏ هو نوع من المحامين في القانون العام.